# Joost Rombouts
Joost Rombouts (Odiliapeel, 27 oktober 1996) is een Nederlandse handbalspeler.
Rombouts is ooit begonnen bij MHV ’81 en maakte op 15-jarige leeftijd de overstap naar Bevo. Na de Handbalschool Brabant, verschillende Oranje- jeugdselecties, de HandbalAcademie in Limburg en uiteindelijk de selectie van Bevo. Rombouts handbalt sinds het handbalseizoen 2019/20 voor Tachos.
1. Mark van den Beucken ·
2. Sybren Stijweg ·
4. Joost Rombouts ·
6. Sjuul Rutten ·
7.  Vuk Stevanovic ·
8. Pim Augustinus ·
9.  Yuri Hiliuk ·
10. Jordin van Berlo ·
11. Niels Poot ·
12. Bram van Grunsven ·
13. Ron Klemann ·
14. Gergö Lovas ·
15.  Quinten Colman ·
16. Martijn ten Velde ·
17. Stefan van Gils ·
18. Jeroen van den Beucken ·
19. Nick van den Beucken ·
20. Bram Knippenbergh ·
21. Myron Smits ·
23. Niek Jordens ·
26. Guus van den Heuvel ·
32. Peter Schoenaker ·
79. Dario Polman ·
Coach:  Jo Smeets
1.  Markus Hammerschmidt ·
2. Max de Lange ·
4. Joost Rombouts ·
5. Bram Knippenbergh ·
6. Rik Elissen ·
7. Toon Leenders ·
8. Pim Augustinus ·
9. Nick de Kuyper ·
12. Bram van Grunsven ·
14. Sonni de Jonge ·
16. Martijn ten Velde ·
18. Jeroen van den Beucken ·
19. Nick van den Beucken ·
23. Niek Jordens ·
24. Robin Jansen ·
86. Peter Lambert ·
Coach: Harold Nüsser
· Assistent-coach: Lambert van Berlo